# 有子山城
有子山城（ありこやまじょう）は、兵庫県豊岡市出石（但馬国）にあった日本の城（山城）。此隅山城跡と合わせて「山名氏城跡」として国の史跡に指定されている。また、出石城とともに続日本100名城（162番）に選定されている。

## 歴史

### 但馬守護所
天正2年（1574年）、山名祐豊が築城したとされる。一時、六分一殿として知られた山名氏は元来此隅山城を居城としていたが、永禄12年（1569年）、織田信長配下の羽柴秀吉の攻撃を受け落城したため、堺から帰国した有子山に城が築かれた。
落城した此隅城が「子盗」（此隅）を連想させることを嫌って「有子」と名付けられたという。山頂に主郭があり、主郭の西方に6段の階段状の郭、主郭の東南に千畳敷と呼ばれる郭が置かれた。
しかし、天正8年（1580年）、祐豊の子の氏政（堯熙）が城主の時、羽柴長秀（後の秀長）の但馬侵入によって城主の氏政は因幡国に出奔した。

### 織豊時代
以後、羽柴長秀、青木秀以、前野長康、小出吉政が城主となる。ただし、近年では長秀ではなく木下昌利に与えられたと考えられている。その後、吉政による出石城築城によって廃城となった。

## 歴代城主
- 山名祐豊
- 山名堯熙
- 前野長康
- 小出吉政